# Élève libre
Élève libre é um filme franco-belga do género drama, realizado e escrito por Joachim Lafosse e François Pirot e protagonizado por Jonas Bloquet, Jonathan Zaccaï e Yannick Renier. Foi exibido na secção Quinzena dos Realizadores do Festival de Cannes a 19 de maio de 2008. Estreou-se na Bélgica a 21 de janeiro de 2009 e em França a 4 de fevereiro do mesmo ano.
Foi nomeado em sete categorias do prémio Magritte do Cinema, onde venceu em duas categorias: melhor ator para Jonathan Zaccaï e melhor atriz revelação para Pauline Étienne.

## Elenco
- Jonas Bloquet como Jonas
- Jonathan Zaccaï como Pierre
- Yannick Renier como Didier
- Claire Bodson como Nathalie
- Pauline Étienne como Delphine
- Anne Coesens como Pascale
- Johan Leysen como Serge